# Saint-Germain-du-Bois
Saint-Germain-du-Bois este o comună în departamentul Saône-et-Loire, Franța. În 2009 avea o populație de 1.935 de locuitori.

## Evoluția populației
| An        | 1975  | 1982  | 1990  | 1999  | 2006  | 2009  |
| --------- | ----- | ----- | ----- | ----- | ----- | ----- |
| Populație | 1.874 | 1.939 | 1.856 | 1.765 | 1.874 | 1.935 |